# Sven-Olof Lindquist
Sven-Olof Lindquist, född 3 mars 1933 i Stockholm, död 10 september 2017 i Visby, var en svensk museichef och kulturgeograf.
Sven-Olof Lindquist var son till försäkringstjänstemannen Ludvig Lindquist. Han blev filosofie licentiat 1965, filosofie doktor 1968 och var 1968–1971 extraordinarie docent vid Stockholms universitet. Lindquist var forskardocent vid Statens råd för samhällsforskning 1971–1976, och blev därefter länsantikvarie i Gotlands län 1977–1979. Åren 1979–1995 var han chef för Gotlands fornsal. Från 1995 var Lindquist forskningschef och ledare för projektet Gotland Center for Baltic Studies vid Gotlands länsstyrelse och Högskolan på Gotland. Lindquist var även forskningschef för projektet Agrar kulturlandskapsmiljö 1960–1972, chef för historiska kulturlandskapsforskningen vid Statens råd för samhällsforskning 1973–1977, chef för utredningen om intensivdataområden 1977–1979, sakkunnig vid Riksrevisionsverket 1971–1973 och sekreterare i länsmuseernas samarbetsråd 1980–1995.

## Utmärkelser
- Riddare av 1:a klass av Norska förtjänstorden (1 juli 1992)[2]